# Aranjuez (Gerichtsbezirk)
Der Gerichtsbezirk Aranjuez ist einer der 21 Gerichtsbezirke in der autonomen Gemeinschaft Madrid.
Der Bezirk umfasst 4 Gemeinden auf einer Fläche von 372,11 km² mit dem Hauptquartier in Aranjuez.

## Gemeinden
| Gemeinde                | Einwohner (2024) | Fläche km² | Dichte Einw./km² | Cod INE | Postleitzahl        |
| ----------------------- | ---------------- | ---------- | ---------------- | ------- | ------------------- |
| Aranjuez                | 62.292           | 201,11     | 310              | 28013   | 28300, 28310, 28312 |
| Belmonte de Tajo        | 1.917            | 23,71      | 81               | 28019   | 28390               |
| Colmenar de Oreja       | 8.888            | 114,32     | 78               | 28043   | 28380               |
| Villaconejos            | 3.508            | 32,97      | 106              | 28170   | 28360               |
| Gerichtsbezirk Aranjuez | 76.605           | 372,11     | 206              | –       | –                   |